# 濠头郑氏大宗祠
濠頭鄭氏大宗祠，又稱為綸絅二祖祠，位於廣東省中山市火炬開發區濠頭一村（火炬開發區第三小學旁）。始建于明天启四年（1624），清乾隆四十年（1775）重修，2005年再修，保留了清代建筑风格。中山市不可移动文物。 

## 建築
建築為五間三進，門前有滎陽派遠，浙水支長對聯，彰顯先祖來歷，正堂為崇善堂，供有祖先牌位。
祠堂前原有兩對明代石獅，現存一對立於祠堂前，另外一對則立於濠頭村委大樓前。

## 浦江世澤坊
祠堂前立有浦江世澤牌坊始建於明崇禎九年，清雍正八年重修。正面刻有浦江世澤，背面刻有昭代褒崇。為中山市現存始建時間比較早的牌坊建築之一。
2010年5月10日公布为广东省文物保护单位。

## 姓氏源流
據濠頭義門鄭氏家譜記載，濠頭鄭氏又稱義門鄭氏起源于河南滎陽，後遷至浙江浦江，于南宋紹定年間由浙江遷入粵。